# Aeroportul Koszalin-Zegrze Pomorskie
Aeroportul Koszalin-Zegrze Pomorskie (IATA: OSZ, ICAO: EPKO) este un aeroport din Pomerania Occidentală, Polonia ce deservește zona Koszalin. A fost numit după zona deservită.
Situat la o altitudine de 73 m, aeroportul dispune de o singură pistă.